# 일반 상대성 이론의 엄밀 해
일반 상대성 이론에서 엄밀 해는 아인슈타인 장 방정식의 해로서, 그 도출의 시작 점은 완벽하게 구형인 물질과 같은 이상적인 경우일 수 있지만, 유도 과정에서 이상적 가정을 수반하지 않는 해이다. 수학적으로 엄밀한 해를 찾는다는 것은 유체와 같은 일반적 물질의 상태를 모델링 하는 텐서 장 또는 전자기장과 같은 고전적인 비중력장울 갖춘 로런츠 다양체를 찾는 것을 의미한다.

## 배경 및 정의
이러한 텐서 장은 관련된 물리 법칙을 나타내는 방정식을 따라야 한다(예: 모든 전자기장은 맥스웰 방정식을 충족해야 함). 수리 물리학에서 널리 사용되는 표준적 방식에 따라 이러한 텐서 장은 응력-에너지 텐서 {\displaystyle T^{\alpha \beta }}에 대한 특정 기여도를 제공해야 한다. (장은 라그랑지안으로 기술되며, 장과 관련하여 변화하는 장 방정식을 제공해야 하고 계량과 관련하여 변화하면 장으로 인한 응력-에너지 기여도를 제공해야 한다. )
마지막으로 응력-에너지 텐서에 대한 모든 기여가 합산 되면 그 결과는 아래의 아인슈타인 장 방정식의 해이어야 한다.
{\displaystyle G^{\alpha \beta }=\kappa \,T^{\alpha \beta }.}
위의 장 방정식에서, {\displaystyle G^{\alpha \beta }}는 로런츠 다양체 정의의 일부인 계량 텐서로부터 유일하게 계산된 아인슈타인 텐서이다. 아인슈타인 텐서를 제공하는 것은 리만 텐서를 완전히 결정하지 않고 바일 텐서를 지정되지 않은 상태로 남겨두기 때문에(리치 분해 참조) 아인슈타인 장 방정식은 일종의 호환성 조건으로 간주될 수 있다. 즉, 비중력 에너지-운동량의 "지금 여기" 즉각적인 존재가 "지금 여기" 리치 곡률의 비례적 양을 유발한다는 의미에서, 어떤 물질의 운동량이나 비중력 장의 운동의 양이 시공간의 기하학과 일관하여야 한다. 더욱이 장 방정식의 공변 도함수를 취하고 비앙키(Bianchi) 항등식을 적용하면, 적절하게 변하는 비중력 에너지-운동량의 양/운동이 곡률의 잔물결이 중력파로 심지어 물질 또는 중력장을 포함하지 않는 진공 영역(vacuum region)을 통하여 전파할 수 있음이 밝혀졌다 .

## 정의의 어려움
임의의 로런츠 다양체는 일부 우변에 대한 아인슈타인 장 방정식의 해이다. 이는 다음 절차로 설명된다.
- 임의의 로런츠 다양체를 취하여 아인슈타인 텐서 {\displaystyle G^{\alpha \beta }}를 계산하는데, 이것은 순전히 수학적 연산이다.
- 아인슈타인 중력 상수 {\displaystyle \kappa }로 나눈다.
- 결과로 나오는 대칭 2차 텐서 장을 응력-에너지 텐서 {\displaystyle T^{\alpha \beta }}로 선언한다.

이것은 일반 상대성 이론을 사용하는 두 가지 보완적인 방법이 있음을 보여준다.
- 스트레스-에너지 텐서의 형태를 고정할 수 있고(예를 들어 물리적인 이유로) 그러한 우변으로 아인슈타인 방정식의 해를 연구할 수 있다(예를 들어, 스트레스-에너지 텐서가 완벽한 유체, 구형 대칭 해는 항성 모델 역할을 할 수 있다.)
- 또는 시공간의 일부 기하학적 성질을 고정하고 이러한 성질을 제공할 수 있는 물질의 원천을 찾을 수 있다. 이것이 2000년대 이후 우주론자들이 해 온 일이다. 그들은 우주가 '균질'하고 '등방성'이며 '가속적'이라고 가정하고 어떤 물질(암흑 에너지라고 함)이 그러한 구조를 지원할 수 있다는 것을 깨닫기 위해 노력하고 있다.

첫 번째 접근법 내에서 응력-에너지 텐서는 "합리적인" 물질 분포 또는 비중력장에서 표준 방식으로 발생해야 한다. 실제로 이 개념은, 특히 허용 가능한 비중력 장을 1916년에 알려진 유일한 장인 전자기장으로 제한하면 매우 명확하다. 그러나 이상적으로 우리는 "합리적인" 물리적 시나리오에서 발생할 수 있는 모든 것을 통과하고, 다른 모든 것을 거부하는, 어떠한 추정되는 "스트레스-에너지 텐서"에도 적용할 수 있는 순전히 수학적 테스트를 진술하는 '수학적 특성'을 갖고 싶다. 불행히도 그러한 특성은 알려져 있지 않다. 대신 선형 연산자의 고유값과 고유 벡터에 제한을 두는 것과 유사한 것으로, 에너지 조건으로 알려진 조잡한 테스트가 있다. 한편으로 이러한 조건은 너무 관대하여, 거의 아무도 물리적으로 합리적이라고 생각하지 않는 "해"를 인정한다. 다른 한편으로는 너무 제한적일 수 있다. 가장 인기 있는 에너지 조건은 분명히 카시미르 효과에 의해 위반된다.
아인슈타인은 또한 정확한 해 정의의 또 다른 요소를 인식했다. 즉 그것은 (추가적인 기준을 충족하는) 로런츠 다양체, 즉 매끄러운 다양체여야 한다. 그러나 일반 상대성 이론과 함께 작업할 때 모든 곳에서 순조롭지 않은 해를 인정하는 것이 매우 유용하다는 것이 밝혀졌다. 예를 들어 완벽한 유체 내부 해를 진공 외부 해와 일치시켜 만든 많은 해와 임펄스 평면파가 있다. 다시 한 번, '우아함'과 '편리함' 각각 사이의 창의적인 긴장은 만족스럽게 해결하기 어려운 것으로 입증되었다.
이러한 국소적인 반대뿐만 아니라, 우리는 국소적으로 반대할 수 없지만 거시적으로는 분리된 지점 사이에 닫힌 시간꼴 곡선이나 구조를 가지는 인과적으로 수상한 특징을 나타내는 매우 많은 정확한 해가 있다는 훨씬 더 어려운 문제를 안고 있다. 실제로 가장 잘 알려진 정확한 해 중 일부는 거시적으로 '이상한' 특성을 가지고 있다.

## 엄밀 해의 유형
잘 알려진 많은 엄밀 해는 응력-에너지 텐서의 의도된 물리적 해석에 따라 다음의 여러 유형 중 하나에 속한다.
- 진공 해: {\displaystyle T^{\alpha \beta }=0}; 이들은 물질이나 중력장이 존재하지 않는 지역을 설명한다.
- 전기 진공 해: {\displaystyle T^{\alpha \beta }}가 주어진 곡선 로런츠 다양체에서 '근원이 없는' 맥스웰 방정식을 푸는 전자기장에서 전적으로 발생해야 한다. 이것은 '중력장'의 유일한 소스가 '전자기장'에 의한 장 에너지(및 운동량)라는 것을 의미한다.
- 무 분진 해: {\displaystyle T^{\alpha \beta }}가 주어진 로런츠 다양체에서 맥스웰 장 방정식을 반드시 풀지 않고 비간섭 전자기 복사에서 발생하는 것으로 해석될 수 있는 응력-에너지 텐서에 해당해야 한다.
- 유체 해: {\displaystyle T^{\alpha \beta }}가 전적으로 유체(종종 완전 유체로 간주됨)의 응력-에너지 텐서에서 발생해야 하는데, 중력장의 유일한 근원은 유체를 구성하는 물질의 에너지, 운동량 및 응력(압력 및 전단 응력)이다.

유체 또는 전자기파와 같은 잘 확립된 현상 외에도 중력장이 다양한 가상 장의 장 에너지에 의해 완전히 생성되는 모델을 고려할 수 있다.
- 스칼라 장 해: {\displaystyle T^{\alpha \beta }}가 전적으로 스칼라 장(종종 질량이 없는 스칼라 장)에서 발생해야 한다. 이것들은 중간자 빔의 고전적인 장 이론 처리에서 또는 정수로 발생할 수 있다.
- 람다 진공(lambda vacuum) 해 (표준 용어가 아니어서 아직 이름이 없는 표준 개념): {\displaystyle T^{\alpha \beta }}가 0이 아닌 우주 상수에서 전적으로 발생한다.

거의 주목을 받지 못한 한 가지 가능성(아마도 관련된 수학이 너무 어렵기 때문에)은 탄성체에 대한 문제이다. 현재로서는 이 특정 유형에 대한 정확한 해가 알려져 있지 않은 것 같다.
아래에서 물리적 해석에 의한 분류를 대략 기술했다. 리치 텐서의 가능한 대수 대칭의 세그레(Segre)분류를 사용하여 해를 구성할 수도 있다.
- null이 아닌 electrovacuum에는 세그레 유형{\displaystyle \{\,(1,1)(11)\}} 및 등방성 군 SO(1,1) x SO(2)이 있다.
- null electrovacuums 및 null dusts에는 세그레 유형 {\displaystyle \{\,(2,11)\}} 및 등방성 군 E(2)가 있다.
- 완벽한 유체에는 세그레 유형 {\displaystyle \{\,1,(111)\}} 및 등방성 군 SO(3) 이 있다.
- 람다 진공에는 세그레 유형 {\displaystyle \{\,(1,111)\}} 및 등방성 군 SO(1,3)이 있다.

나머지 세그레 유형에는 특별한 물리적 해석이 없으며 대부분은 응력-에너지 텐서에 대한 알려진 유형의 기여와 일치할 수 없다.

### 예
진공 해, 전기 진공 해 등의 주목할만한 예는 전문적인 논문에 나열되어 있다(아래 참조). 이러한 해는 특정 종류의 물질 또는 장로 인해 에너지-운동량 텐서에 대한 기여를 최대 한 가지 포함한다. 그러나 다음을 포함하여 두세 가지 기여를 포함하는 몇 가지 주목할만한 정확한 해가 있다.
- NUT-커–뉴먼–드 시터르 해 소위 NUT 매개변수로 지정되는 커 진공의 일종의 진공 섭동뿐만 아니라 전자기장 및 양의 진공 에너지의 기여를 포함한다.
- 괴델 먼지 해에는 무압 완전 유체(먼지)와 양의 진공 에너지가 포함되어 있다.

## 해의 구성
아인슈타인 장 방정식은 비선형 편미분 방정식 계이다. 일반적으로 이것은 문제를 해결하기 어렵게 만든다. 그럼에도 불구하고 정확한 해를 얻기 위한 몇 가지 효과적인 기술이 확립되었다.
가장 간단한 방식은 정상성 (시간 변환 하의 대칭) 또는 축 대칭(일부 대칭 축에 대한 회전 하의 대칭)과 같은 계량 텐서에 대칭 조건을 부과하는 것이다. 이러한 종류의 충분히 영리한 가정을 사용하면 아인슈타인 장 방정식을 심지어 (정지 축대칭 진공 해의 경우에서 발생하고 에른스트 방정식으로 특징지울 수 있는 ) 단일 편미분 방정식  또는 (슈바르츠실트 진공의 경우와 같이) '상미분' 방정식 계와 같이 훨씬 더 단순한 방정식 계로 환원 시킬 수 있다.
이러한 단순한 접근 방식은 일반적으로 좌표 기반이 아닌 틀장을 사용하는 경우 가장 잘 작동한다.
관련 아이디어는 바일 텐서, 리치 텐서 또는 리만 텐서에 대수 대칭 조건을 부과하는 것과 관련된다. 이것들은 종종 바일 텐서의 가능한 대칭에 대한 페트로프 분류 또는 리치 텐서의 가능한 대칭에 대한 세그레분류로 표현된다. 위의 논의에서 알 수 있듯이 이러한 해는 수학적 형식에서 명확하지 않을 수 있지만 종종 일부 물리적 콘텐츠를 포함하고 있다.
이 두 번째 종류의 대칭 접근법은 보다 효율적인 부기를 위해 척수량을 사용하는 뉴먼-펜로즈(Newman-Penrose) 형식주의와 함께 자주 사용되었다.
이러한 대칭 축소 후에도 축소된 방정식 시스템은 풀기 어려운 경우가 많다. 예를 들어, 에른스트 방정식은 비선형 슈뢰딩거 방정식(NLS)과 다소 유사한 비선형 편미분 방정식이다.
그러나 민코프스키 시공간의 등각군은 맥스웰 방정식의 대칭군이라는 것을 상기하여야 한다. 스케일링 해를 가정하여 열 방정식의 해를 찾을 수 있음을 또한 상기한다. 이러한 개념은 미분 방정식(또는 방정식 계)의 점 대칭에 대한 소푸스 리의 개념의 특별한 경우일 뿐이며 소푸스 리가 보여준 것처럼 이것은 사소하지 않은 대칭 군을 갖는 모든 미분 방정식에 대한 공격 수단을 제공할 수 있다. 실제로, 에른스트 방정식과 NLS는 둘 다 중요하지 않은 대칭 군을 가지며, 일부 해는 대칭을 이용하여 찾을 수 있다. 이러한 대칭 군은 종종 무한 차원이지만 이것이 항상 유용한 기능은 아니다.
에미 뇌터는 소푸스 리의 대칭 개념에 대한 사소하지만 심오한 일반화가 훨씬 더 강력한 공격 방법이 될 수 있음을 보여주었다. 이것은 완전히 적분 가능한 일부 방정식이 무한한 일련의 보존 법칙(infinite sequence of conservation laws)을 따른다는 발견과 밀접한 관련이 있는 것으로 밝혀졌다. 놀랍게도 에른스트 방정식(정확한 해 연구에서 여러 방식으로 발생)과 NLS는 완전히 적분할 수 있는 것으로 밝혀졌다. 따라서 그들은 솔리톤 이론에서 발생하는 비선형 편미분 방정식인 코르테버흐-더프리스 방정식(KdV 방정식)을 풀기 위해 원래 개발되었으며 완전히 적분할 수 있는 역 산란 변환과 유사한 기술로 해에 취약한다. 불행히도 이러한 방법으로 얻은 해는 종종 원하는 만큼 좋지 않다. 예를 들어 단일 솔리톤 해(소푸스 리의 점 대칭 개념에서 찾을 수 있음)에서 KdV 방정식의 다중 솔리톤 해를 얻는 방식과 유사한 방식으로 다중 커 개체 해를 얻을 수 있지만 불행히도 이것은 물리적으로 믿을 수 없게 만드는 몇 가지 기능이 있다.
또한 다른 방법으로 찾은 진공 해를 새로운 진공 해나 전자 진공 해 또는 유체 해으로 변환할 수 있는 다양한 변환(Belinski-Zakharov 변환 참조)이 있다. 솔리톤 방정식의 유명한 예를 포함하여 특정 편미분 방정식 이론에서 알려진 베크룬트(Bäcklund) 변환과 유사하다. 이 현상은 대칭에 관한 뇌터 및 리의 개념과도 관련이 있기 때문에 이것은 우연이 아니다. 불행하게도, "잘 이해된", 대역적으로 허용되는 해에 적용되는 경우에도 이러한 변환은 종종 제대로 이해되지 않는 해를 생성하고 일반적인 해석은 아직 알려지지 않았다.

## 해의 존재성
아인슈타인 장 방정식에 대한 "일반적인" 해 또는 심지어 '진공' 장 방정식에 대한 "일반적인" 해와 같은 것을 제시하는 것은 훨씬 적고 명시적인 작은 해 군을 구성하는 것이 어렵다는 점을 감안할 때 아주 합리적인 접근 방식은 정성적 해를 찾는 것이다. 모든 해 또는 적어도 모든 '진공' 해에 대해 유지되는 특성. 가장 기본적인 질문 중 하나는 다음과 같다. 해가 존재하는가? 그렇다면 해가 '몇 개'인가?
시작하려면 두 개의 새로운 방정식 시스템을 제공하는 장 방정식의 적절한 초기 값 공식을 채택해야 한다. 하나는 '초기 데이터'에 대한 '제약 조건'을 제공하고 다른 하나는 이 초기 데이터를 해로 '발전시키는' 절차를 제공한다. 그런 다음 다른 미분 방정식을 연구할 때 발생하는 것과 크게 다르지 않은 아이디어를 사용하여 해가 적어도 '국소적'으로 존재함을 증명할 수 있다.
우리가 낙관적으로 기대할 수 있는 "얼마나 많은" 해에 대한 아이디어를 얻기 위해 아인슈타인의 제약 계산 방법에 호소할 수 있다. 이러한 스타일의 논증에서 나오는 전형적인 결론은 아인슈타인 장 방정식에 대한 일반적인 진공 해가 3개의 변수로 구성된 4개의 임의 함수와 2개의 변수로 구성된 6개의 임의 함수를 제공함으로써 지정될 수 있다는 것이다. 이러한 기능은 고유한 진공 해를 발전 시킬 수 있는 초기 데이터를 지정한다. (반대로, 모든 고정 축 대칭 진공 해들의 족인 에른스트 진공은 주어진 두 변수를 가진 두 함수만 특정 되며, 심지어 임의적이지 않고, 두 개의 결합된 비선형 편미분 방정식 계를 충족해야 한다. 이것은 이들의 거대한 계획에서 전형적인 정확한 해들의 "거대한" 족이 실제로 얼마나 작은 지에 대한 아이디어를 제공할 수 있다.)
그러나 이러한 조악한 분석은 해가 '거시적으로 존재하는지' 여부에 대한 훨씬 더 어려운 질문에 훨씬 미치지 못한다. 지금까지 알려진 거시적 존재 결과는 또 다른 아이디어를 내포하고 있음이 밝혀졌다.

## 거시적 안정성 정리
우리는 "무한의 위치에서 약간의 복사를 보냄"으로써 고립된 거대한 물체 외부의 중력장을 "교란"시키는 것을 상상할 수 있다. 우리는 다음과 같이 질문할 수 있다. 들어오는 방사선이 주변 장과 상호 작용할 때 어떤 일이 발생하는가? 고전적인 섭동 이론의 접근 방식에서 민코프스키 진공(또는 더 시터르 람다 진공과 같은 또 다른 아주 간단한 해)으로 시작하여 아주 작은 계량 섭동을 도입하고 적절한 섭동 확장에서 일정 차수 항 까지만 유지할 수 있다. 시공간 기하학에 대한 일종의 테일러 급수를 추산하는 것과 같다. 이 접근 방식은 본질적으로 쌍성 펄사와 같은 중력 시스템의 모델을 구성하는 데 사용되는 뉴턴 이후 근사의 기본 아이디어이다. 그러나 섭동 확장은 일반적으로 비선형 방정식의 경우 장기적 존재성 및 안정성에 대한 질문에 대해 신뢰할 수 없다.
전체 장 방정식은 아주 비선형적이므로 민코프스키 진공이 완전 비선형 장 방정식을 사용하여 처리되는 작은 섭동에서 안정적임을 증명하고자 한다. 이를 위해서는 많은 새로운 아이디어의 도입이 필요하다. 때때로 민코프스키 진공이 비선형적으로 안정적이라는 슬로건으로 표현되는 원하는 결과는 마침내 1993년에야 데메트리오스 크리스토돌로(Demetrios Christodoulou)와 세르기우 클라이너만(Sergiu Klainerman)에 의해 입증되었다. 유사한 결과가 더 시트르 람다 진공( 헬무트 프리드리히 )의 람다 진공 섭동과 민코프스키 진공(니나 집세르)의 전자 진공 섭동에 대해 알려져 있다. 반대로 반 더 시터르 공간은 특정 조건에서 불안정한 것으로 알려져 있다.

## 양의 에너지 정리
걱정할 수 있는 또 다른 문제는 양의 질량 에너지 밀도(및 운동량)의 '고립된 집중'의 순 질량 에너지가 항상 잘 정의된(음이 아닌) 순 질량을 생성하는지 여부이다. 양의 에너지 정리로 알려진 이 결과는 1979년에 리처드 쇼엔(Richard Schoen)과 야우 싱퉁에 의해 마침내 증명되었으며, 그들은 응력-에너지 텐서의 특성에 대한 추가적인 기술적 가정을 했다. 원본 증명은 매우 어렵다. 에드워드 위튼은 곧 훨씬 더 짧은 "물리학자의 증빙"을 제시했는데, 수학자들이 훨씬 더 어려운 주장을 사용하여 위튼의 주장을 정당화했다. 로저 펜로즈와 다른 사람들은 또한 원래 양의 에너지 정리의 변형에 대한 대안적인 주장을 제시했다.

## 같이 보기
- Friedmann–Lemaître–Robertson–Walker 계량
- 바일 텐서의 대수 대칭에 대한 페트로프 분류

## 추가 자료
- Krasiński, A. (1997). 《Inhomogeneous Cosmological Models》. Cambridge University Press. ISBN 0-521-48180-5.
- MacCallum, M. A. H. (2006). 〈Finding and using exact solutions of the Einstein equations〉. 《AIP Conference Proceedings》. 129–143쪽. arXiv:gr-qc/0601102. Bibcode:2006AIPC..841..129M. doi:10.1063/1.2218172. An up-to-date review article, but too brief, compared to the review articles by Bičák 2000 or Bonnor, Griffiths & MacCallum 1994.
- MacCallum, Malcolm A.H. (2013). “Exact Solutions of Einstein's equations”. 《Scholarpedia》 8 (12): 8584. Bibcode:2013SchpJ...8.8584M. doi:10.4249/scholarpedia.8584.
- Rendall, Alan M. (2002년 9월 27일). “Local and Global Existence Theorems for the Einstein Equations”. 《Living Reviews in Relativity》 5 (1): 6. doi:10.12942/lrr-2002-6. PMC 5255525. PMID 28163637. 2005년 8월 11일에 확인함. A thorough and up-to-date review article.
- Friedrich, Helmut (2005). “Is general relativity 'essentially understood' ?”. 《Annalen der Physik》 15 (1–2): 84–108. arXiv:gr-qc/0508016. Bibcode:2006AnP...518...84F. doi:10.1002/andp.200510173. S2CID 37236624. An excellent and more concise review.
- Bičák, Jiří (2000). 〈Selected Solutions of Einstein's Field Equations: Their Role in General Relativity and Astrophysics〉. 《Einstein's Field Equations and Their Physical Implications》. Lecture Notes in Physics 540. 1–126쪽. arXiv:gr-qc/0004016. doi:10.1007/3-540-46580-4_1. ISBN 978-3-540-67073-5. S2CID 119449917.  An excellent modern survey.
- Bonnor, W.B.; Griffiths, J.B.; MacCallum, M.A.H. (1994). “Physical interpretation of vacuum solutions of Einstein's equations. Part II. Time-dependent solutions”. 《Gen. Rel. Grav.》 26 (7): 637–729. Bibcode:1994GReGr..26..687B. doi:10.1007/BF02116958. S2CID 189835151.
- Bonnor, W. B. (1992). “Physical interpretation of vacuum solutions of Einstein's equations. Part I. Time-independent solutions”. 《Gen. Rel. Grav.》 24 (5): 551–573. Bibcode:1992GReGr..24..551B. doi:10.1007/BF00760137. S2CID 122301194.  A wise review, first of two parts.
- Griffiths, J. B. (1991). 《Colliding Plane Waves in General Relativity》. Clarendon Press. ISBN 0-19-853209-1. 2007년 6월 10일에 원본 문서에서 보존된 문서.  The definitive resource on colliding plane waves, but also useful to anyone interested in other exact solutions.
- Hoenselaers, C.; Dietz, W. (1985). 《Solutions of Einstein's Equations: Techniques and Results》. Springer. ISBN 3-540-13366-6.
- Ehlers, Jürgen; Kundt, Wolfgang (1962). 〈Exact solutions of the gravitational field equations〉.   Witten, L. 《Gravitation: An Introduction to Current Research》. Wiley. 49–101쪽. hdl:11858/00-001M-0000-0013-5F17-4. OCLC 504779224. A classic survey, including important original work such as the symmetry classification of vacuum pp-wave spacetimes.
- Stephani, Hans; Kramer, Dietrich; MacCallum, Malcolm; Hoenselaers, Cornelius; Herlt, Eduard (2009) [2003]. 《Exact Solutions of Einstein's Field Equations》 2판. Cambridge: Cambridge University Press. ISBN 978-0-521-46702-5.